# Seeger-Orbis
Die Seeger-Orbis GmbH mit Sitz in Königstein im Taunus ist ein deutsches Unternehmen, das sich u. a. auf die Entwicklung und Herstellung von Sicherungsringen, Sprengringen, Wellenfedern sowie Stütz- und Passscheiben spezialisiert hat.

## Unternehmensgeschichte

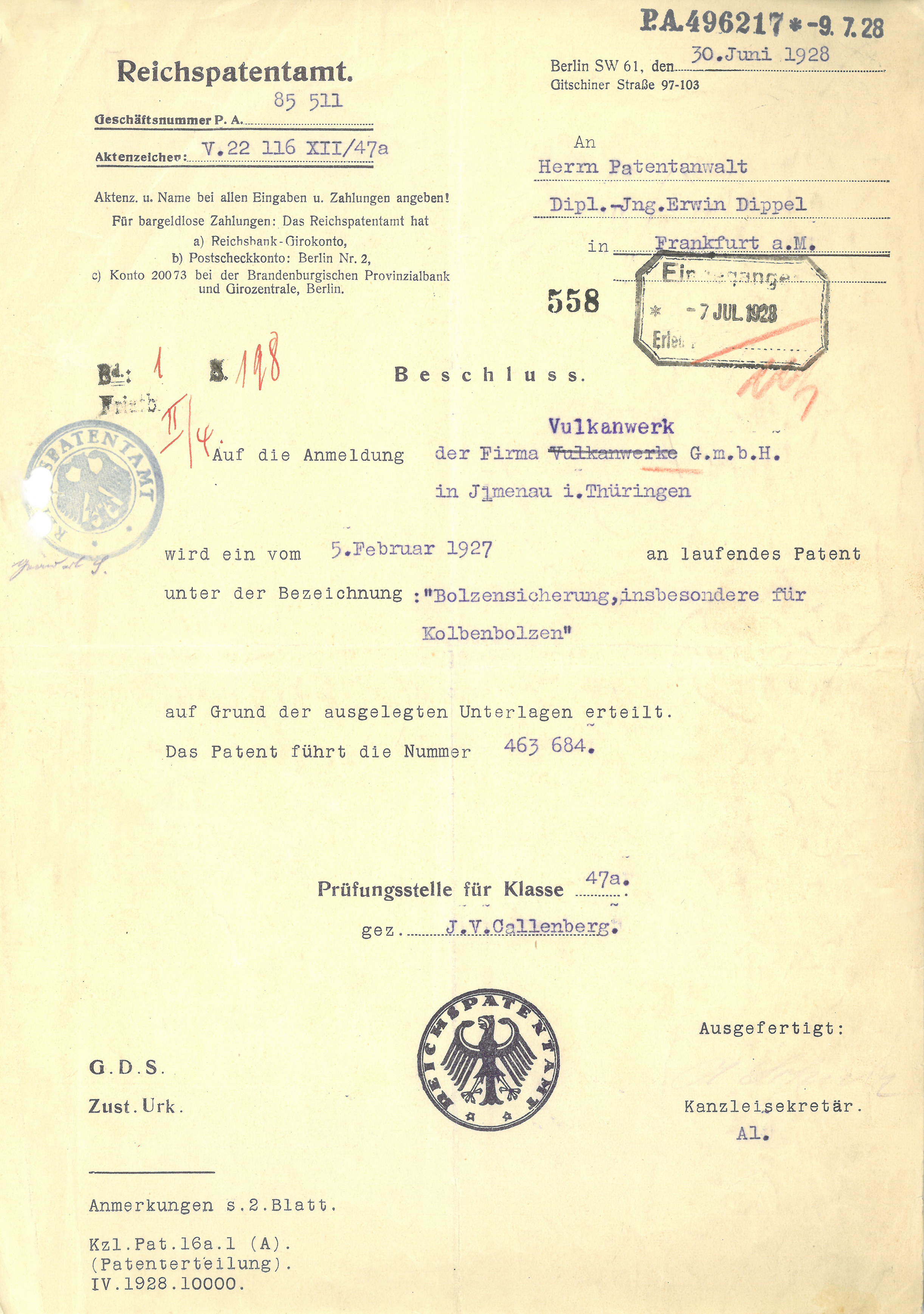
Dokument zur Erteilung des deutschen Patents 463 684 zum Sicherungsring

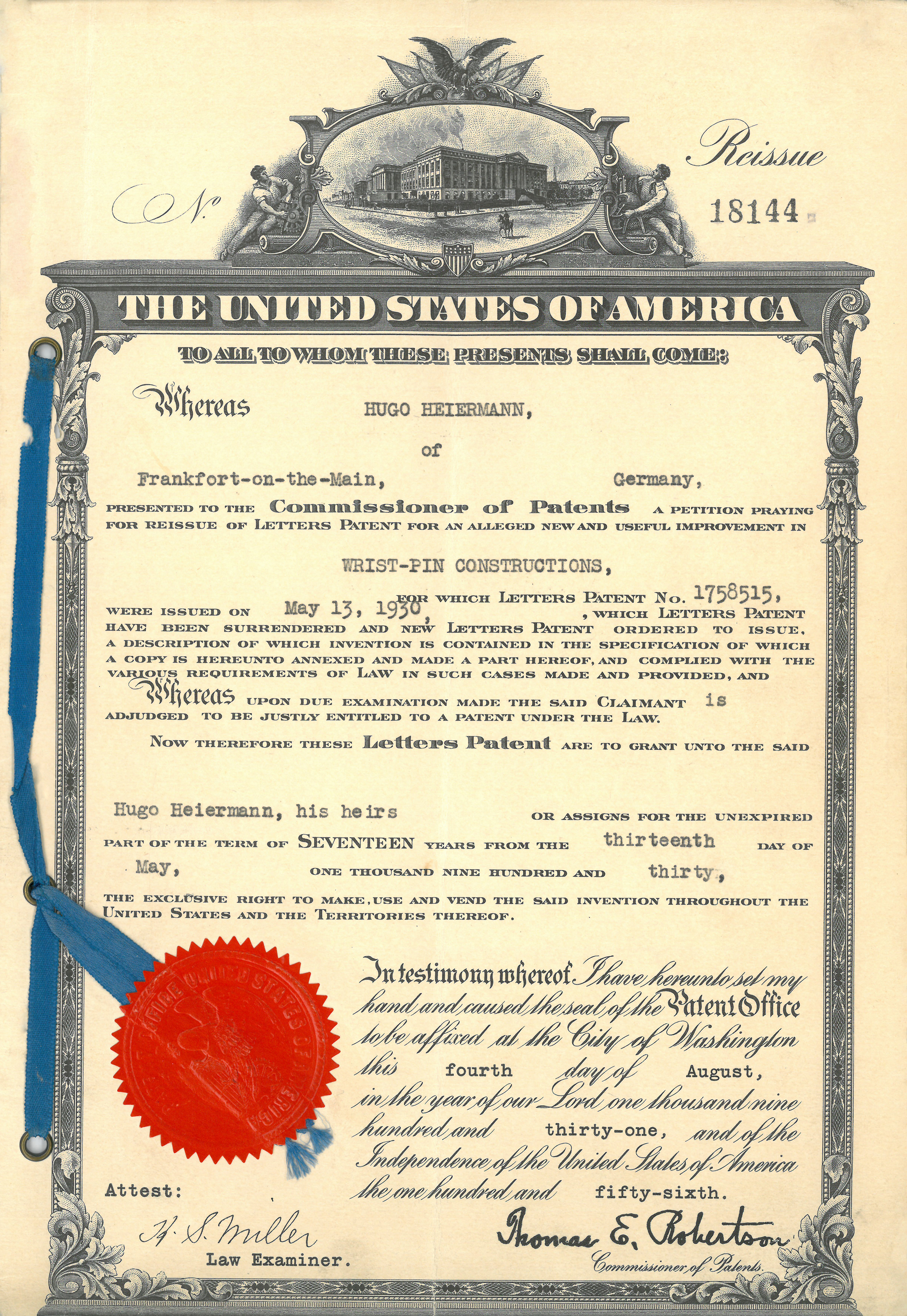
Urkunde zur Erteilung des US-Patents zum Sicherungsring

Im Jahr 1917 gründete Willi Seeger das „Technische Büro Seeger“ in Frankfurt (Main) mit dem Ziel, zunächst transportable Zylinder-Bohrapparate für Lokomotiven herzustellen. In den darauffolgenden Jahren expandierte das Unternehmen, so dass 1926 die erste Produktion in Frankfurt in der Adalbertstraße 44 bis 48 unter dem Namen Werkzeugmaschinengesellschaft Seeger & Co entstand. Im selben Jahr entwickelte Hugo Heiermann bei seinem Arbeitgeber Vulkanwerk den ersten Seeger-Ring zur Kolbenbolzen-Sicherung und meldete diesen am 5. Februar 1927 in Deutschland sowie am 3. Februar 1928 in den USA zum Patent an. Am 30. Juni 1927 wurde die Werkzeugmaschinengesellschaft Seeger & Co. in die Präzisionswerkstätten Seeger & Co. GmbH umfirmiert, die unter dem Namen Kolben Seeger bekannt wurde. Kurz darauf, am 17. Dezember 1927, schloss das Vulkanwerk. Mit dessen Angestellten Hugo Heiermann wurde vertraglich vereinbart, dass das Unternehmen Seeger die alleinigen Nutzungsrechte für die Patente erhielt. 1928 erteilte das deutsche Reichspatentamt Hugo Heiermann unter der Nummer 463 684 das Patent. 1941 wurden die als „Seeger-Ring“ bzw. „Seegerring“ bekannt gewordenen Sicherungsringe in DIN-Normen aufgenommen. Seitdem gibt es einheitliche Ringe für Wellen (DIN 471) und Bohrungen (DIN 472), die auf die Patentschrift von Hugo Heiermann zurückzuführen sind.
Aufgrund der Fliegerangriffe des Zweiten Weltkriegs und der Zerstörung der Firmenstandorte in Frankfurt verlegte das Unternehmen 1944 die Produktion an den Standort Königstein im Taunus, sowie die Büros ins nahegelegene Falkenstein.
Am Karfreitag 1945 (30. März 1945) befreiten US-amerikanische Soldaten Königstein und Schneidhain. Wiliam Sikorsk erteilte einige Tage später dem Unternehmen die Betriebserlaubnis zur Herstellung von Ersatzteilen und die Instandhaltung von Kraftfahrzeugen. 1951 verlieh die Technische Hochschule Darmstadt Willi Seeger die Würde als Ehrensenator.
1949 wurde das heutige Stammwerk in Königstein-Schneidhain gegründet. 1970 erfolgte die Übernahme der Firma Seeger-Orbis durch die SKF Gruppe (Svenska Kullagerfabriken), die im Jahr 1995 an die US-amerikanische TransTechnology Corporation weiterverkauft wurde. 2002 erfolgte ein weiterer Verkauf an die Barnes Group. Unter der Führung der Barnes Group wurde 2013 ein Produktionsstandort für Sicherungselemente in Tianjin, China aufgebaut. 2020 übernahm die Kajo Neukirchen Gruppe die Firma Seeger-Orbis. Seitdem wird Seeger-Orbis von Robert Jakob Maas geleitet.

## Produkte
Das Produktportfolio von Seeger-Orbis umfasst über 8000 Produkte. Davon sind rund 71 % kundenspezifische Produkte. Der Hauptabsatzmarkt liegt im Bereich der Sicherungsringe, Sprengringe und Runddrahtsprengringe. Neben den Sicherungselementen bietet Seeger-Orbis weitere Befestigungselemente im Bereich der Federelemente, Distanz- und Passscheiben sowie kundenspezifische Lösungen und Prüfungen von Sicherungselementen an. Die Produkte liegen dabei im Bereich von wenigen Millimetern bis zu einem Durchmesser von mehreren Metern.

## Zertifizierungen
(Quelle: )
- IATF 16949
- DIN EN ISO 14001
- DIN EN ISO 9001
- DIN EN ISO 50001
- DIN ISO 45001